# Eugenia bellonis
Eugenia bellonis är en myrtenväxtart som beskrevs av Carl Karl Wilhelm Leopold Krug och Ignatz Urban. Eugenia bellonis ingår i släktet Eugenia och familjen myrtenväxter. Inga underarter finns listade i Catalogue of Life.